# آرثر شيفر
آرثر شيفر هو فيلسوف كندي، ولد في 15 يونيو 1942.